# NGC 4745
NGC 4745 (również PGC 43539) – galaktyka soczewkowata (SB0), znajdująca się w gwiazdozbiorze Warkocza Bereniki. Odkrył ją Heinrich Louis d’Arrest 24 kwietnia 1865 roku.